# Tommaso Badia
Tommaso Badia (Modena, 10 dicembre 1483 – Roma, 6 settembre 1547) è stato un cardinale italiano.

## Biografia
Entrato nell'Ordine domenicano nella sua città natale, ben presto superò tutti i suoi fratelli per l'apprendimento, e successivamente insegnò Teologia a Ferrara, Venezia e Roma. Quando Sylvester de Prierias fu inviato in missione ai principi d'Italia, Badia fu scelto per occupare, temporaneamente, l'ufficio di Maestro del Sacro Palazzo, a cui pervenne definitivamente, probabilmente nel 1523. 
Fu messo nella commissione che ha redatto l'elenco degli abusi che dovevano essere riformati nel Concilio di Trento. Prese parte alla Dieta di Worms (1540), non solo come contraddittore, ma anche come consigliere teologico del cardinale Gasparo Contarini e a Ratisbona (1541). Al suo ritorno in Italia papa Paolo III lo creò cardinale (2 giugno 1542), ma non accettò l'offerta di essere vescovo di Urbino, allo stesso tempo. 
Il 4 luglio 1542 Paolo III affiancò a Gian Pietro Carafa, il futuro papa Paolo IV, una commissione di cardinali per coordinare l'attività dell'inquisizione: Tommaso Badia e Giovanni Morone erano i concilianti che si opponevano agli intransigenti Carafa, Pier Paolo Parisio, Bartolomeo Guidiccioni e Dionisio Laurerio. Il 21 luglio dello stesso anno la commissione dei sei cardinali fu riequilibrata sostituendo Giovani Morone, che era direttamente coinvolto in quanto vescovo di Modena, città in cui si erano diffuse le idee riformatrici, con Juan Álvarez de Toledo.
Anche se selezionato come uno dei legati a presiedere a Trento, fu trattenuto a Roma per esaminare le note dottrinali e disciplinari redatte nelle sedute del consiglio. Fu grazie al suo parere favorevole e all'approvazione delle sue Costituzioni che Paolo III confermò la Compagnia di Gesù. 
Secondo il suo desiderio fu sepolto nella basilica di Santa Maria sopra Minerva, accanto al cardinale Tommaso De Vio.

## Opere
Egli è l'autore di numerosi trattati filosofici, così come di opere sulla Divina Provvidenza, sull'immortalità dell'anima e di diversi trattati contro Lutero, nessuno dei quali è stato pubblicato.
- Questiones physicae et metaphysicae
- Liber de anima
- Tractatus tres: De intensione formarum; De analogia entis; De pluralitate intelligentiarum iuxta Aristotelem
- Tractatus duo: De immortalitate animae; De opinantes
- De providentia divina
- De pugna duorum Angelorum homini astantium, ad Gabrielem Ferrarium
- Tractatus adversum Lutheranorum errores
- Consilium delectorum cardinalium et aliorum praelatorum de emendanda ecclesia S.D.N. Paulo III petente conscriptum et exhibitum anno 1537